# Biton rossicus
Biton rossicus är en spindeldjursart som först beskrevs av J. Birula 1905.  Biton rossicus ingår i släktet Biton och familjen Daesiidae. Inga underarter finns listade.